# Civita
Pour les articles homonymes, voir Civita (homonymie).
Civita est une commune de la province de Cosenza, dans la région de Calabre, en Italie.

## Histoire
La commune abrite une forte communauté Arbëresh, Albanais installés ici au XVe siècle, fuyant l’avance ottomane. Ces Albanais ont gardé une forte identité, parlant toujours leur langue, l’arbërisht. Dans leur dialecte, albanais teinté d’italien, le village se nomme Çifti.

## Vues

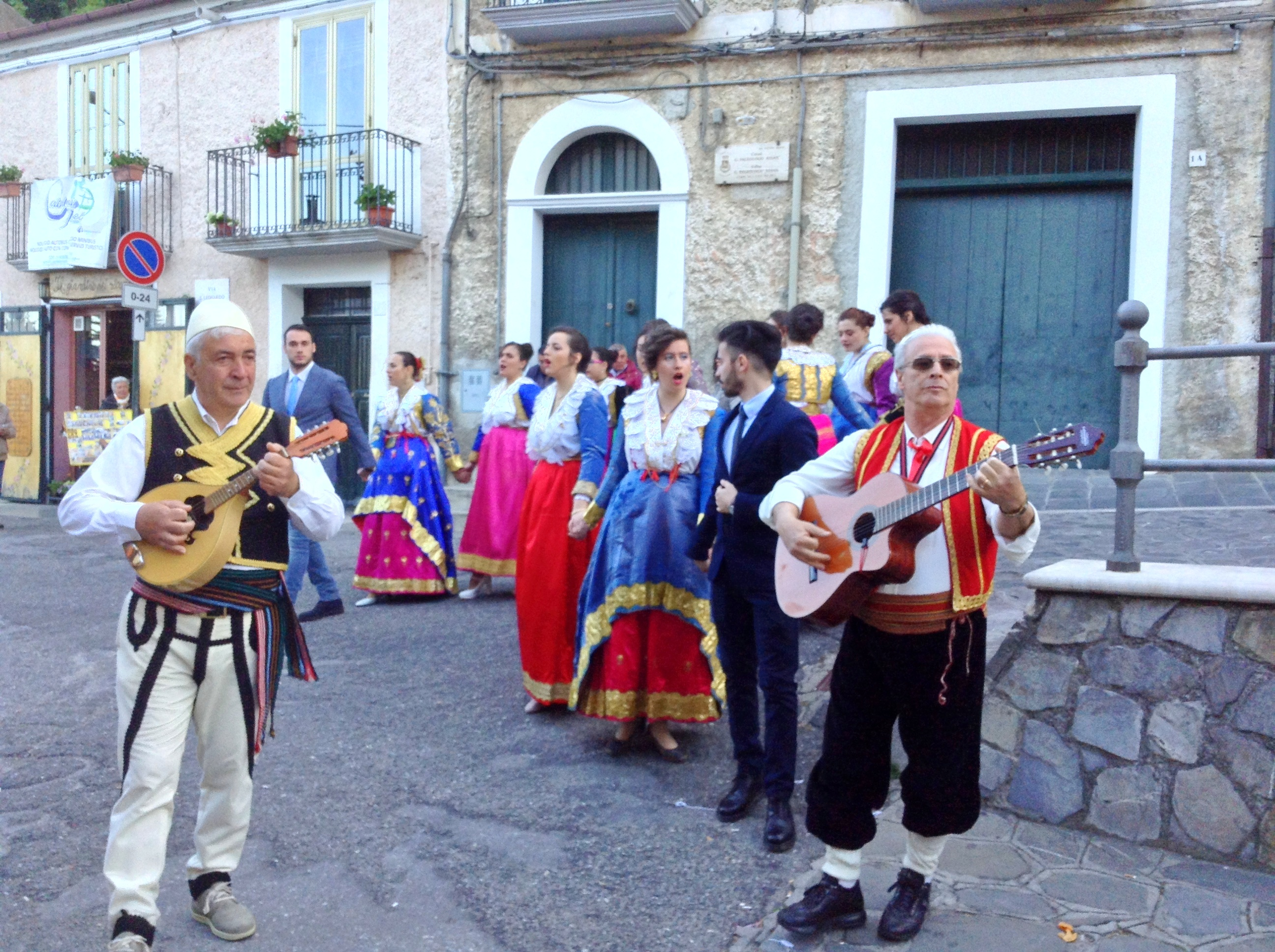
Fête albanaise
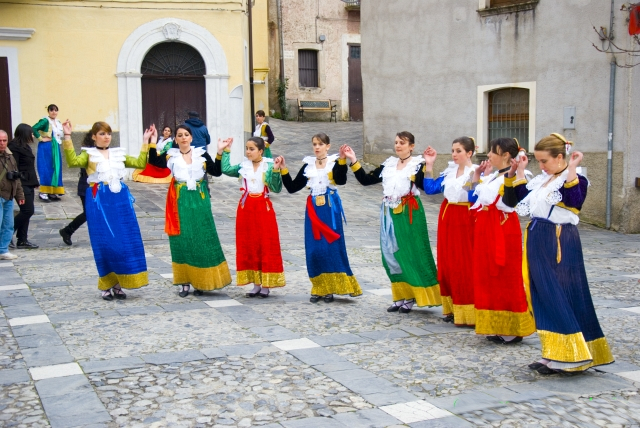
Jeunes filles en costume typique
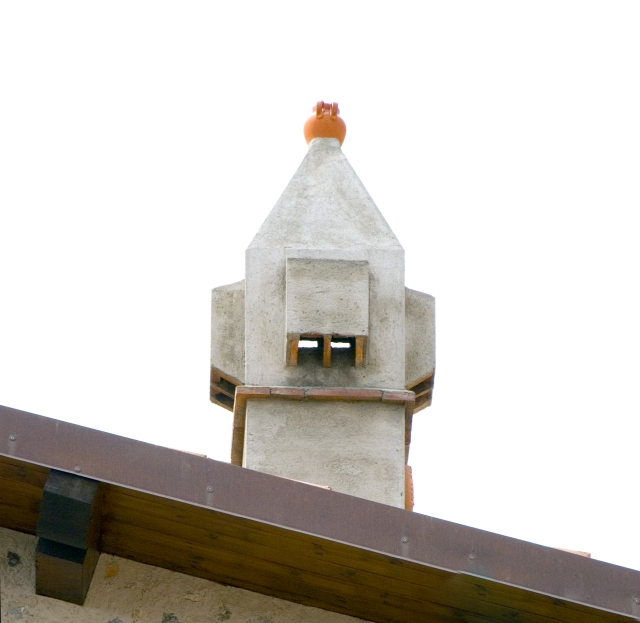
Cheminée typique

## Administration
| Période                                  | Période | Identité | Étiquette | Qualité |
| ---------------------------------------- | ------- | -------- | --------- | ------- |
|                                          |         |          |           |         |
| Les données manquantes sont à compléter. |         |          |           |         |

### Communes limitrophes
Cassano allo Ionio, Castrovillari, Cerchiara di Calabria, Francavilla Marittima, Frascineto, San Lorenzo Bellizzi